# Municipio Curva
Das Municipio Curva liegt im Departamento La Paz im südamerikanischen Anden-Staat Bolivien.

## Lage im Nahraum
Das Municipio Curva ist eines von zwei Municipios der Provinz Bautista Saavedra und liegt im westlichen Teil der Provinz. Es grenzt im Norden und Westen an die Provinz Franz Tamayo, im Süden und Osten an das Municipio Charazani.
Zentraler Ort des Municipio ist Curva mit 1047 Einwohnern (Volkszählung 2012) im südlichen Teil des Municipios.

## Geographie
Das Municipio Curva liegt auf dem bolivianischen Altiplano in der Cordillera Apolobamba, dem nördlichen Abschnitt der bolivianischen Cordillera Central. Die Region weist ein ausgeprägtes Tageszeitenklima auf, bei dem die Temperaturschwankungen im Tagesverlauf stärker ausfallen als im Jahresverlauf.
Die mittlere Durchschnittstemperatur der Region liegt bei etwa 13 °C und somit 2 °C niedriger als im benachbarten Charazani (siehe Klimadiagramm Charazani), die Monatsdurchschnittstemperaturen schwanken nur unwesentlich zwischen 10 °C im Juni/Juli und 15 °C von November bis Februar. Der Jahresniederschlag beträgt rund 750 mm, die Monatsniederschläge liegen zwischen unter 20 mm von Juni bis August und 100 bis 140 mm von Dezember bis März.

## Bevölkerung
Die Einwohnerzahl des Municipio Curva ist zwischen 1992 und 2024 auf das Vierfache angestiegen:
| Jahr | Einwohner | Quelle       |
| ---- | --------- | ------------ |
| 1992 | 1589      | Volkszählung |
| 2001 | 2213      | Volkszählung |
| 2012 | 3285      | Volkszählung |
| 2024 | 6423      | Volkszählung |

Die Lebenserwartung der Neugeborenen lag im Jahr 2001 bei 55,8 Jahren, die Säuglingssterblichkeit ist von 8,0 Prozent (1992) auf 9,1 Prozent im Jahr 2001 gestiegen.
Der Alphabetisierungsgrad bei den über 15-Jährigen beträgt 69,7 Prozent, und zwar 86,5 Prozent bei Männern und 53,8 Prozent bei Frauen (2001).
50,7 Prozent der Bevölkerung sprechen Spanisch, 80,4 Prozent sprechen Quechua, und 19,0 Prozent Aymara. (2001)
93,5 Prozent der Bevölkerung haben keinen Zugang zu Elektrizität, 95,3 Prozent leben ohne sanitäre Einrichtung (2001).
64,9 Prozent der Haushalte besitzen ein Radio, 0,7 Prozent einen Fernseher, 14,3 Prozent ein Fahrrad, 0,2 Prozent ein Motorrad, 0,5 Prozent einen PKW, 0,0 Prozent einen Kühlschrank, 0,0 Prozent ein Telefon. (2001)

## Politik
Ergebnis der Regionalwahlen (concejales del municipio) vom 4. April 2010:
| Wahl- berechtigte |  | Wahl- beteiligung | gültige Stimmen |  | MAS-IPSP |
| ----------------- |  | ----------------- | --------------- |  | -------- |
| 792               |  | 707               | 488             |  | 488      |
|                   |  | 89,3 %            | 69,0 %          |  | 100,0 %  |

Ergebnis der Regionalwahlen (elecciones de autoridades políticas) vom 7. März 2021:
| Wahl- berechtigte |  | Wahl- beteiligung | gültige Stimmen |  | MAS-IPSP | J.A.LLALLA.L.P. | MTS    | FPV    | PAN-BOL | VENCEREMOS |
| ----------------- |  | ----------------- | --------------- |  | -------- | --------------- | ------ | ------ | ------- | ---------- |
| 1.026             |  | 881               | 668             |  | 380      | 196             | 33     | 15     | 10      | 7          |
|                   |  | 85,87 %           | 75,82 %         |  | 56,89 %  | 29,34 %         | 4,94 % | 2,25 % | 1,50 %  | 1,05 %     |

## Gliederung
Das Municipio untergliederte sich bei der letzten Volkszählung von 2012 in die folgenden sieben Kantone (cantones):
- 02-1602-01 Kanton Curva – 1 Ortschaft – 1047 Einwohner (2001: 523 Einwohner)
- 02-1602-02 Kanton Caalaya – 4 Ortschaften – 382 Einwohner (2001: 502 Einwohner)
- 02-1602-03 Kanton Cañisaya – 8 Ortschaften – 431 Einwohner (2001: 204 Einwohner)
- 02-1602-04 Kanton Puli – 4 Ortschaften – 295 Einwohner (2001: 136 Einwohner)
- 02-1602-05 Kanton Lagunillas – 1 Ortschaft – 191 Einwohner (2001: 158 Einwohner)
- 02-1602-07 Kanton Taypi Cañuhuma – 1 Ortschaft – 678 Einwohner (2001: 323 Einwohner)
- 02-1602-08 Kanton Upinhuaya – 1 Ortschaft – 261 Einwohner (2001: 265 Einwohner)

## Ortschaften im Municipio Curva
- Kanton Curva
  - Curva 1047 Einw.
- Kanton Caalaya
  - Caalaya 264 Einw.
- Kanton Cañisaya
  - Cañisaya 251 Einw.
- Kanton Taypi Cañuhuma
  - Taypi Cañuma 678 Einw.
- Kanton Upinhuaya
  - Upinhuaya 261 Einw.